# Uhm Tae-goo
Uhm Tae-goo (hangul: 엄|태|구; 9 de noviembre de 1983) es un actor surcoreano. Es conocido por sus papeles secundarios en algunas películas aclamadas por la crítica, como Coin Locker Girl (2015) y The Age of Shadows (2016).

## Biografía
Tiene un hermano mayor, Um Tae-hwa, director de cine y guionista; con él ha rodado Ingtoogi: The Battle of Internet Trolls.
Fue a la Escuela Secundaria Técnica de la Fuerza Aérea en Jinju, con la intención de seguir la carrera militar, pero al año dejó los estudios y, mientras se preparaba par el GED, se dedicó al boxeo y la pintura. Un amigo le sugirió que se dedicara a la actuación, y fue al Departamento de Cine de la Universidad Konkuk.

## Carrera
En 2015 interpretó el personaje de Woo-gon en Coin Locker Girl, para el que se preparó inspirándose en el trabajo de Ryan Gosling, y también viendo documentales, especialmente de lobos, con los que veía que su personaje tenía afinidad.
En 2020 protagonizó la película Noche en el paraíso, con el personaje de Park Tae-goo, un jefe de una banda criminal que debe esconderse en la isla de Jeju, donde conoce a una joven que padece una enfermedad incurable.
El 22 de septiembre de 2021 se unió al elenco de la serie Hometown, donde interpretó al terrorista Jo Kyung-ho.
En 2023 hizo una aparición especial en la película de suspenso y ciencia ficción Concrete Utopia, dirigida por su hermano Um Tae-hwa.
En 2024 protagonizó junto a Han Sun-hwa la comedia romántica My Sweet Mobster, con el papel de un antiguo mafioso que huye de su pasado y se reencuentra con una amiga de la infancia.

## Filmografía

### Series de televisión
| Año  | Título               | Papel                         | Canal     | Notas         | Ref.          |
| ---- | -------------------- | ----------------------------- | --------- | ------------- | ------------- |
| 2008 | Love Marriage        |                               | KBS2      |               |               |
| 2008 | Detective Mr. Lee    |                               | tvN       |               |               |
| 2009 | Tamra, the Island    | Jeon Chi-yong (de joven)      | MBC       |               |               |
| 2010 | Bad Guy              | Guardaespaldas de Hong Tae-ra | SBS       |               |               |
| 2011 | Perfect Spy          | Uhm Tae-goo                   | KBS2      | Drama Special |               |
| 2012 | Art                  | Director asociado             | KBS2      | Drama Special |               |
| 2013 | The Devil Rider      | Kyung-chool                   | KBS2      | Drama Special | [ 8 ]         |
| 2014 | Inspiring Generation | Do-goo                        | KBS2      |               | [ 8 ]         |
| 2014 | Youth                | Jong-bum                      | KBS2      | Drama Special |               |
| 2015 | More Than a Maid     | Chi-bok                       | JTBC      |               |               |
| 2019 | Save Me 2            | Kim Min-cheol                 | OCN       |               | [ 9 ]         |
| 2021 | Hometown             | Jo Kyung-ho                   | tvN       |               | [ 10 ] [ 11 ] |
| 2021 | Dr. Brain            | Tae-Gu                        | Apple TV+ | Serie web     | [ 12 ]        |
| 2024 | My Sweet Mobster     | Seo Ji-hwan                   | JTBC      |               | [ 13 ] [ 14 ] |
| 2024 | Light Shop           | Hyun-min                      | Disney+   | Serie web     | [ 15 ] [ 16 ] |

### Películas
| Año  | Título                                  | Función                           | Notas                                              | Ref.                 |
| ---- | --------------------------------------- | --------------------------------- | -------------------------------------------------- | -------------------- |
| 2007 | Epitaph                                 | Soldado japonés                   |                                                    |                      |
| 2008 | Strange Voyage                          | Jung Chang                        | Cortometraje                                       |                      |
| 2008 | I Am Happy                              | Empleado de bar                   |                                                    |                      |
| 2009 | Oh! My God 2                            | Camionero                         |                                                    |                      |
| 2009 | Insadong Scandal                        |                                   |                                                    |                      |
| 2009 | No Charge Airline Ticket                | Dong-hwan                         | Cortometraje                                       |                      |
| 2009 | Secreto                                 | Hombre con sombrero               |                                                    |                      |
| 2010 | The Servant                             | Hombre junto a Mong-ryong         |                                                    | [ 17 ]               |
| 2010 | I Saw the Devil                         | Detective                         |                                                    |                      |
| 2010 | Oki's Movie                             | Compañero de clase                |                                                    |                      |
| 2010 | Midnight FM                             | Detective Uhm                     |                                                    |                      |
| 2010 | Dance for Night                         |                                   | Cortometraje                                       |                      |
| 2011 | Niza Shorts! 2011                       | Hombre-shik                       | Parte «Home sweet home»                            |                      |
| 2011 | S.I.U.                                  | Skinny Ong-bak                    |                                                    |                      |
| 2011 | Spellbound                              | Productor de espectáculo de magia |                                                    |                      |
| 2011 | Keep quiet                              | Dong-woo                          |                                                    |                      |
| 2012 | Choked                                  | Kwon Yoon-ho                      |                                                    |                      |
| 2012 | Beast Is My Middle Name                 |                                   | Cortometraje                                       |                      |
| 2012 | Historias de horror                     | Hombre armado / repartidor        | Parte «Sun and Moon»                               |                      |
| 2012 | Forest                                  | Tae-shik                          | Cortometraje                                       |                      |
| 2013 | Azooma                                  | Agente en comisaría de policía    |                                                    |                      |
| 2013 | Incomplete Life: Prequel                | Hwan-young                        |                                                    |                      |
| 2013 | Secretly, Greatly                       | Hwang Jae-oh                      |                                                    | [ 8 ]                |
| 2013 | Commitment                              | Acosador en la escuela secundaria |                                                    | [ 1 ]                |
| 2013 | Ingtoogi: The Battle of Internet Trolls | Tae-shik                          |                                                    | [ 1 ] [ 18 ]         |
| 2014 | Obsessed                                | Agente Kim                        |                                                    |                      |
| 2015 | Barracks                                | Dong-woo                          |                                                    |                      |
| 2015 | Coin Locker Girl                        | Woo Gon                           |                                                    | [ 2 ] [ 19 ]         |
| 2015 | Minority Opinion                        | Lee Seung-joon                    |                                                    |                      |
| 2015 | Por encima de la ley                    | guardaespaldas de Jo Tae-oh       |                                                    |                      |
| 2016 | The Age of Shadows                      | Hashimoto                         |                                                    | [ 20 ] [ 21 ] [ 22 ] |
| 2016 | Vanishing Time: A Boy Who Returned      | Tae-shik                          |                                                    | [ 23 ]               |
| 2017 | Chae's Movie Theater                    | Maestro                           |                                                    |                      |
| 2017 | Trivial Matters                         | Do-hwan                           | Cortometraje                                       |                      |
| 2017 | A Taxi Driver                           | Sargento de primera clase Park    |                                                    | [ 24 ] [ 25 ]        |
| 2018 | The Great Battle                        | Pa-so                             |                                                    |                      |
| 2018 | Adulthood                               | Hwang Jae-Min                     |                                                    | [ 26 ]               |
| 2019 | My Punch-Drunk Boxer                    | Lee Byung-goo                     |                                                    | [ 27 ] [ 28 ] [ 29 ] |
| 2020 | Noche en el paraíso                     | Tae-goo                           | Se exhibió en el Festival de Venecia el 03/09/2020 | [ 3 ]                |
| 2023 | Concrete Utopia                         | Vagabundo                         | Aparición especial                                 | [ 6 ] [ 30 ]         |

## Premios y candidaturas
| Año  | Premio                                     | Categoría                      | Papel                                   | Resultado | Ref.   |
| ---- | ------------------------------------------ | ------------------------------ | --------------------------------------- | --------- | ------ |
| 2012 | 13.o Festival Daegu Independent Short Film | Premio de actuación            | Forest                                  | Ganador   |        |
| 2014 | 1.os Premios Wildflower Film               | Mejor actor                    | Ingtoogi: The Battle of Internet Trolls | Candidato |        |
| 2015 | 24.os Premios Buil Film                    | Mejor actor de reparto         | Coin Locker Girl                        | Candidato |        |
| 2016 | 52.os Premios Baeksang Arts                | Mejor actor de reparto         | Coin Locker Girl                        | Candidato |        |
| 2016 | 37.os Premios Blue Dragon Film             | Mejor actor de reparto         | The Age of Shadows                      | Candidato |        |
| 2016 | 53.os Premios Grand Bell                   | Mejor actor de reparto         | The Age of Shadows                      | Ganador   |        |
| 2017 | 53.os Premios Baeksang Arts                | Mejor actor de reparto         | The Age of Shadows                      | Candidato |        |
| 2017 | 37.o Festival Golden Cinema Film           | Mejor actor de reparto         | The Age of Shadows                      | Ganador   |        |
| 2017 | 26.os Premios Buil Film                    | Mejor actor de reparto         | The Age of Shadows                      | Candidato |        |
| 2019 | 24.os Premios Chunsa Film Art              | Premio especial de popularidad | The Great Battle                        | Ganador   | [ 31 ] |
| 2020 | 7.os Premios Wildflower Film               | Mejor actor                    | My Punch-Drunk Boxer                    | Ganador   |        |
| 2021 | 30.os Premios Buil Film                    | Mejor actor                    | Noche en el paraíso                     | Candidato | [ 32 ] |